# Josué Modesto
Josué Modesto dos Passos Subrinho (Ribeirópolis, 22 de janeiro de 1956) é um economista e professor brasileiro. Foi reitor da Universidade Federal de Sergipe e da  Universidade Federal da Integração Latino-Americana e titular das secretarias de Estado da Fazenda e da Educação de Sergipe.

## Biografia
Nascido em Ribeirópolis em 22 de janeiro de 1956, filho de Silvino Modesto dos Passos e sua esposa Maria Nunes, recebeu o nome do tio, prefeito da cidade, assassinado no ano anterior, evento que levou a família a se mudar para o Mato Grosso e depois para Santo Anastácio, estado de São Paulo, onde Subrinho iniciou seus estudos. No início da década de 1970 retornou a Sergipe para cursar o científico no Colégio Castelo Branco de Aracaju, quando já era notado seu interesse pela leitura. Ao terminar o curso secundário foi aprovado em concurso para auxiliar administrativo da Universidade Federal de Sergipe, sendo lotado como atendente da Biblioteca. Na instituição também graduou-se com distinção em Economia em 1977. Na mesma época começou seu envolvimento com a política, ingressando na Ala Jovem do MDB.
Prosseguiu os estudos obtendo o mestrado (1983) em Economia pela Universidade Estadual de Campinas. Iniciou então uma carreira de docente na UFS. Obteve o doutorado em 1992, também pela UNICAMP.
Além de lecionar, na UFS colaborou na criação do Núcleo de Pós-Gradução em Ciências Sociais, foi chefe do Departamento de Economia, coordenador da Pós-Graduação (1992-1996), vice-reitor (1996-2004) e reitor (2004-2012). Publicou um livro, Novos Desafios da Universidade Pública (1999) e vários artigos com reflexões sobre os problemas e oportunidades que se abriam para as universidades. Segundo o historiador José Dantas, Subrinho fez parcerias com diversas instituições e empresas, procurando modernizar a administração e expandir o campo de atuação da UFS. Organizou o Centro de Excelência em Tecnologia de Petróleo e Gás (em parceria com a Petrobras), ampliou a Biblioteca Universitária com um acervo de jornais digitalizados, construiu um Fórum acadêmico (com o Tribunal de Justiça de Sergipe), ampliou significativamente o número de vagas e o corpo docente, ampliou o campus de São Cristóvão e criou o de Itabaiana, mas também enfrentou dificuldades com a burocracia do Ministério da Educação e escassez de recursos, o que produziu alguns efeitos negativos que geraram críticas. Diz Dantas que "ao final, ninguém poderá acusá-lo de omisso por deixar as oportunidades passarem nem de se acovardar diante dos enormes desafios. Sóbrio, honesto e obstinado em seus objetivos, Josué reuniu forças e deixa um legado difícil de ser superado". Aposentou-se da UFS em 2022, recebendo homenagens de colegas e dos atuais administradores.
Foi reitor pro tempore da Universidade Federal da Integração Latino-Americana (UNILA) em Foz do Iguaçu de 2013 a 2017, sendo responsável, de acordo com o Conselho de Desenvolvimento Econômico e Social de Foz do Iguaçu, pela consolidação da instituição, ampliando as parcerias, enfatizando a profissionalização, democratizando o acesso à educação, implantando o Curso de Medicina e um programa de residências médicas, e cumprindo "o desafio de conduzir e preparar a UNILA para o futuro".
Foi vice-presidente da Associação Brasileira de Pesquisa em História Econômica, presidente da Comissão Estadual da Verdade (2016-2018), apresentando durante seu mandato proposta para inventariamento e sinalização de lugares em Aracaju ligados à repressão e resistência aos regimes autoritários no país entre 1946 e 1981, com vistas à criação de um museu de percurso, além de dar contribuições importantes para o Relatório Final apresentado em 2021. Ocupou a Secretaria de Estado da Fazenda de Sergipe entre 2017 e 2018, e a partir de 2018, a Secretaria de Estado da Educação.
Assinou um manifesto em defesa da soberania nacional e contra as recentes declarações do presidente dos Estados Unidos, Donald Trump, repudiando a tentativa de interferência estrangeira no Judiciário brasileiro e denunciando o caráter político da decisão norte-americana de elevar para 50% a tarifa de importação de produtos brasileiros.

## Reconhecimento
Em 1992 recebeu o Prêmio Nelson Chaves de Teses da Fundação Joaquim Nabuco pelo seu trabalho sobre a escravidão. Em 2013 recebeu a Medalha do Mérito Cultural Tobias Barreto do Governo do Estado de Sergipe, que reconhece serviços prestados à cultura.
Em 2017 o Conselho de Desenvolvimento Econômico e Social de Foz do Iguaçu publicou nota reconhecendo e agradecendo o trabalho desenvolvido frente à UNILA, "com uma administração qualificada e focada na obtenção de resultados, otimização e eficiência na aplicação dos recursos públicos, o que gerou a expansão das atividades da instituição em toda a região".
Em 2018 recebeu da Prefeitura de Ribeirópolis a Medalha de Honra ao Mérito, reconhecendo a excelência do seu trabalho educativo e administrativo. Em 2019 recebeu o Diploma de Honra ao Mérito Educacional do Conselho Estadual de Educação de Sergipe, reconhecendo seu comprometimento com o conhecimento e os relevantes serviços prestados à Educação sergipana. Nas palavras da conselheira Anamaria Bueno de Freitas, foi uma "justíssima homenagem, pela relevante trajetória do homenageado e sua relevante contribuição para o campo da Educação em Sergipe, realçada pela dedicação e eficiência que vem apresentando ao longo dos anos em que atua na área".
Segundo Edvaldo Nogueira, prefeito de Aracaju, "a gestão (na UFS) liderada pelo professor Josué foi responsável por marcos importantes na história da universidade, que se abriu cada vez mais para o conjunto da população e fez uma política de expansão nunca vista antes, ampliando o número de vagas, criando novos campos e aumentando a estrutura física". É um dos homenageados na galeria de honra da Associação Nacional dos Dirigentes das Instituições Federais de Ensino Superior, que destaca os ex-dirigentes que, "além de conduzirem as suas instituições, colaboraram ativamente na discussão de alternativas para o enfrentamento das dificuldades e na busca do desenvolvimento, ressaltando a importância estratégica das atividades de ensino, pesquisa e extensão".